# 凯尔特人

凱爾特人歷時分佈範圍：
核心的哈爾施塔特領土，公元前6世紀，主要在捷克、奧地利和德國南部
凱爾特人最大分布範圍，公元前275年
可能存在过凱爾特文化的地区，主要集中在西班牙西部和葡萄牙
民族認同是凱爾特的地區：爱尔兰、苏格兰、威尔士、康沃尔郡、曼岛和布列塔尼
目前還在使用凱爾特語族语言的地区

凯尔特人（/kɛlts, sɛlts/），或譯為塞尔特人、居尔特人、蓋尔特人、克尔特人等。是公元前2000年活动在西欧的一些有着共同的文化和语言（凯尔特语）特质的有亲缘关系的民族的统称，血缘上属于地中海人种的一支。
今天凯尔特人主要指海岛凯尔特人，即不列颠群岛西北部分和法国布列塔尼地区在语言和文化上与古代大陆凯尔特人存在共同点的族群，比如苏格兰人、爱尔兰人、威尔士人和曼岛人。这些族群属于海岛凯尔特语支，在古代并不被其他民族定义为是凯尔特人，而被称作是布立吞人。人们认为，欧洲大陆上的凯尔特部落和民族（如贝尔盖人和高卢人）曾迁入不列颠和爱尔兰，对这些族群的形成有重要影响。
有的历史学家认为，凯尔特人在前275年时，已经占据西欧、中欧和多瑙河中游平原和多瑙河下游平原的大部分地区，并在前285年从多瑙河下游平原来的凯尔特人入侵到拉米亚之后，在前276年後被马其顿王国的时任国王在赫勒斯滂海峡打败，于前276年迁徙到小亚细亚半岛中部的加拉太，并且同时期的凯尔特人同化和消灭了高加索伊比利亚王国当地的人。罗马人进佔高卢（现在的法国、比利时，以及意大利北部），同化了高卢的凯尔特人。而后盎格鲁-撒克逊人和朱特人的入侵使得罗马在407年放弃不列颠岛，这些日耳曼入侵者于449年之后从弗兰德尔这个地方乘船渡海进入不列颠岛，消灭或同化了不列颠岛大部分地区的凯尔特人，目前只有爱尔兰人、威尔斯人、高地苏格兰人（苏格兰盖尔人）和布列塔尼人仍然坚持使用凯尔特语（包括爱尔兰语、威尔士语、苏格兰盖尔语和布列塔尼语），并以自己的凯尔特人血统而自豪。其中威尔士语是世界上现存的最后一种还在大范围使用的凯尔特语族的语言，但是由于使用人数日渐减少，也长期面临失传的危险。
早期的苏格兰人很可能也是说凯尔特语的，但是随着历史上苏格兰地区多次遭到来自于不列颠岛南部的盎格鲁-撒克逊人，以及来自北方海上的维京人、诺曼人的入侵，再加上英格兰在经济上的强烈影响，苏格兰人逐渐被这些日耳曼入侵者（英格兰人、維京人及诺曼人都属于日耳曼人）所同化，最终丧失了本民族的凯尔特语言文化，成为了一个以英语为母语的民族。尽管如此，在当今的苏格兰地区，凯尔特语言文化的残留仍然处处可见。

## 名稱及術語

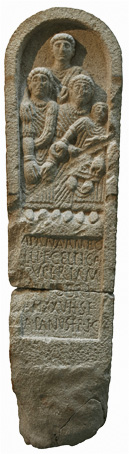
來自加利西亞的公元2世紀的凱爾特人石碑，其上有“CELTICA”的字樣

最早提及凱爾特人的是古希臘歷史學家米利都的赫卡塔埃烏斯，他在西元前517年寫作關於馬西利亞人時將凱爾特人稱作。依尤里烏斯·凱撒和斯特拉博，其拉丁名為Celtus（複數為Celti或Celtae）、希臘名為（複數）或（複數）。老普林尼說在琉息太尼亞這些詞被用作部落的姓氏。
拉丁語Gallus（複數Galli）也可能是直接來自凱爾特的民族或部落名，前5世紀早期在高盧人擴張到意大利半島時被轉化成了拉丁語。其詞根可能是原始凱爾特語*galno，意即“力量”。加利西亞人（Gallaeci）和加拉太人（Γαλάται；拉丁轉寫為Galatae）可能與其有著同樣的起源。後綴-atai可能是古希臘語的詞尾變化所致。
常用的英語詞Celt最早出現於1707年愛德華·盧德的著作中，他和其他一些17世紀學者的工作使得英國學界開始關注早期凱爾特語的歷史。英語中的Gaul（17世紀出現）和Gaulish則是來自法語Gaule和Gaulois，後者來自法蘭克語Walholant，意思是“外國人或羅馬人的土地”。因此實際上英語中的Gaul雖然與拉丁語Gallus很像且有一定的關係，但前者並不是來自後者。
現在的愛爾蘭、蘇格蘭、威爾士、康沃爾郡、曼島和布列塔尼的語言和文化都來自凱爾特人，統稱為凱爾特地區。現今除了凱爾特地區之外，歐洲大陸已經並沒有任何凱爾特語了。

## 文化區

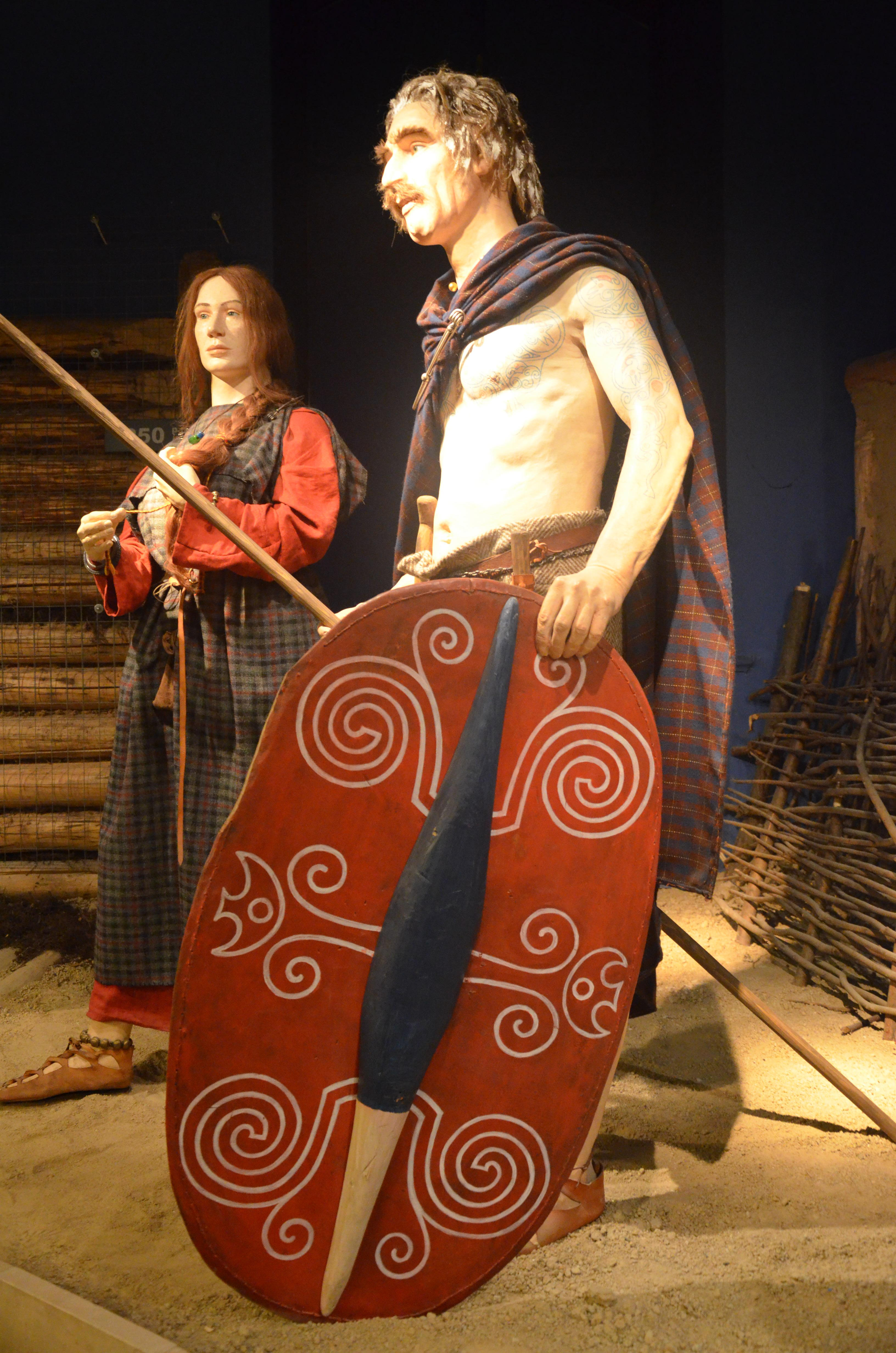
公元前三世紀拉坦諾文化中的凱爾特服飾

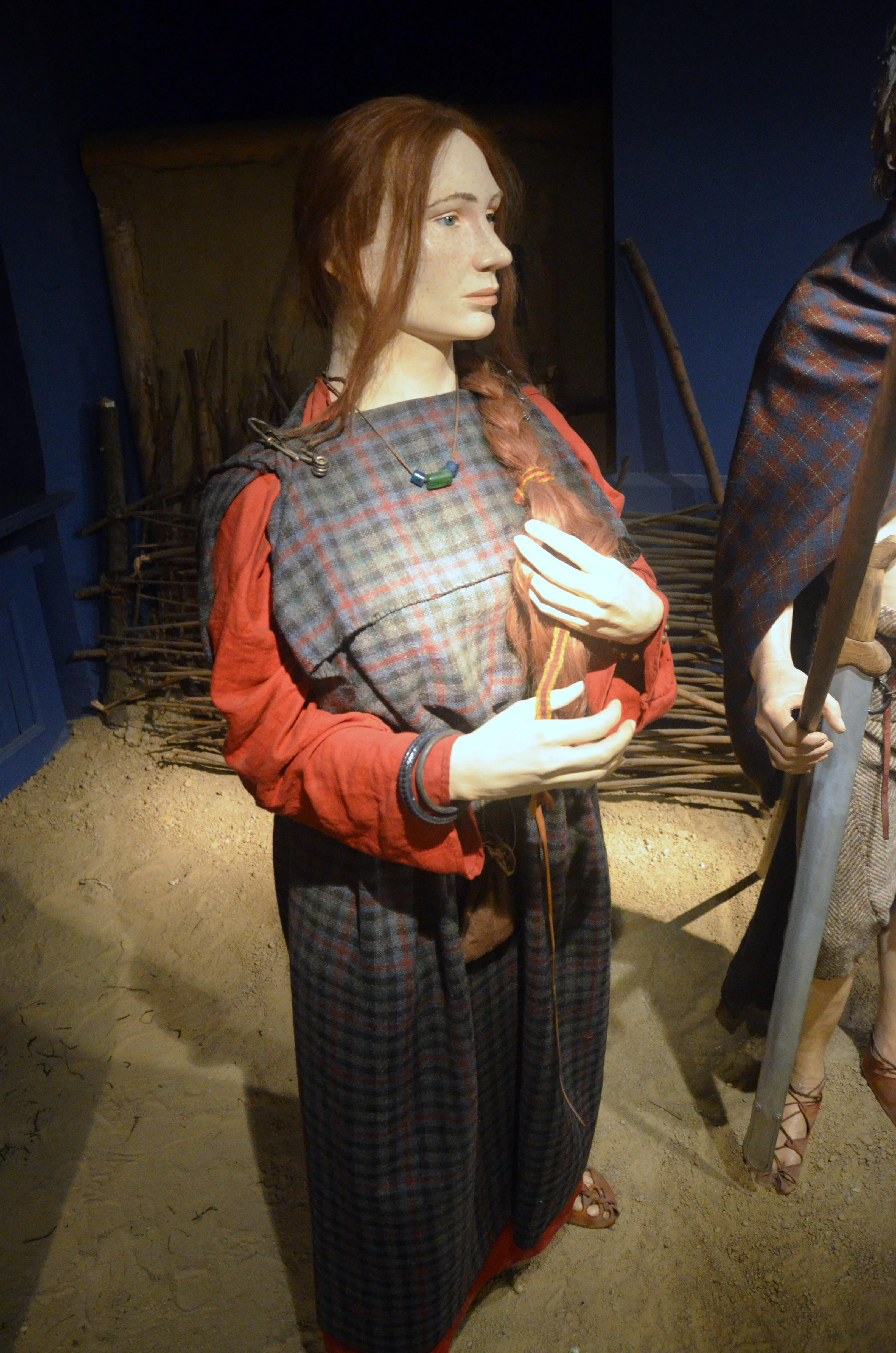
凯尔特女子服饰

人們常將凱爾特人的文化區分成「大陸的凱爾特」與「島嶼的凱爾特」，涵蓋了整個歐亞大陸的屬於前者，而英國統治的大不列顛島（由北方的蘇格蘭、人稱不列顛尼亞的英格蘭、威爾斯所組成）和其西南方的愛爾蘭則屬於後者。

## 部族的分類
今日將歐洲原住民統稱為凱爾特人，但古希臘羅馬人卻是視所在地區，而對這些族群有各種不同的稱呼。其中最著名的，非高盧人莫屬。

### 高盧人（Gauls）
指當時流入義大利北部的凱爾特人的一支；羅馬人稱他們為高盧人，所以後來他們的居住地也就自然而然地被喚作了高盧。羅馬人並未特別將高盧人與所有凱爾特人區分，不過所謂高盧人指的應該就是定居於義大利北部周邊，從山南高盧（阿爾卑斯山內側）、庇里牛斯山，直到涵蓋地中海地區、萊茵河流域等地的山北高盧（阿爾卑斯山外側）的族群。

### 加拉太人（Galatian）
指西元前278年移居至小亞細亞（今中東安那托利亞半島）中央的高盧民族。加拉太人是由托列斯托波伊族（Tolistobogii）、特羅克米族（Trocrmi）以及特克托薩季族（Tectosages）三個部族構成，以在森林中名為橡樹神廟（Drunemeton）的聖域召開集會而為世所知。

### 凱爾特伊比利亞人（Celtiberian）
指進入伊比利半島北部與東部的凱爾特人。他們透過與伊比利亞人的交流而孕生出獨特的文化，第一次布匿戰爭（西元前264年〜前241年）以後遭迦太基支配，最終化入羅馬。

### 布立吞人（Britons）
當時定居於不列顛島、屬海島凱爾特系統的凱爾特原住民族。愛爾蘭人則是與蘇格蘭人、曼島人（Manx）一起，合稱為蓋爾人（Gaels）。